# Michael Moore (Holzbläser)
Michael Moore (* 4. Dezember 1954 in Arcata, Kalifornien) ist ein nordamerikanischer Jazzmusiker (Klarinette, Saxophon und Komposition), der seit 1982 in den Niederlanden lebt und zu den Vertretern des Modern Creative Stils zählt.

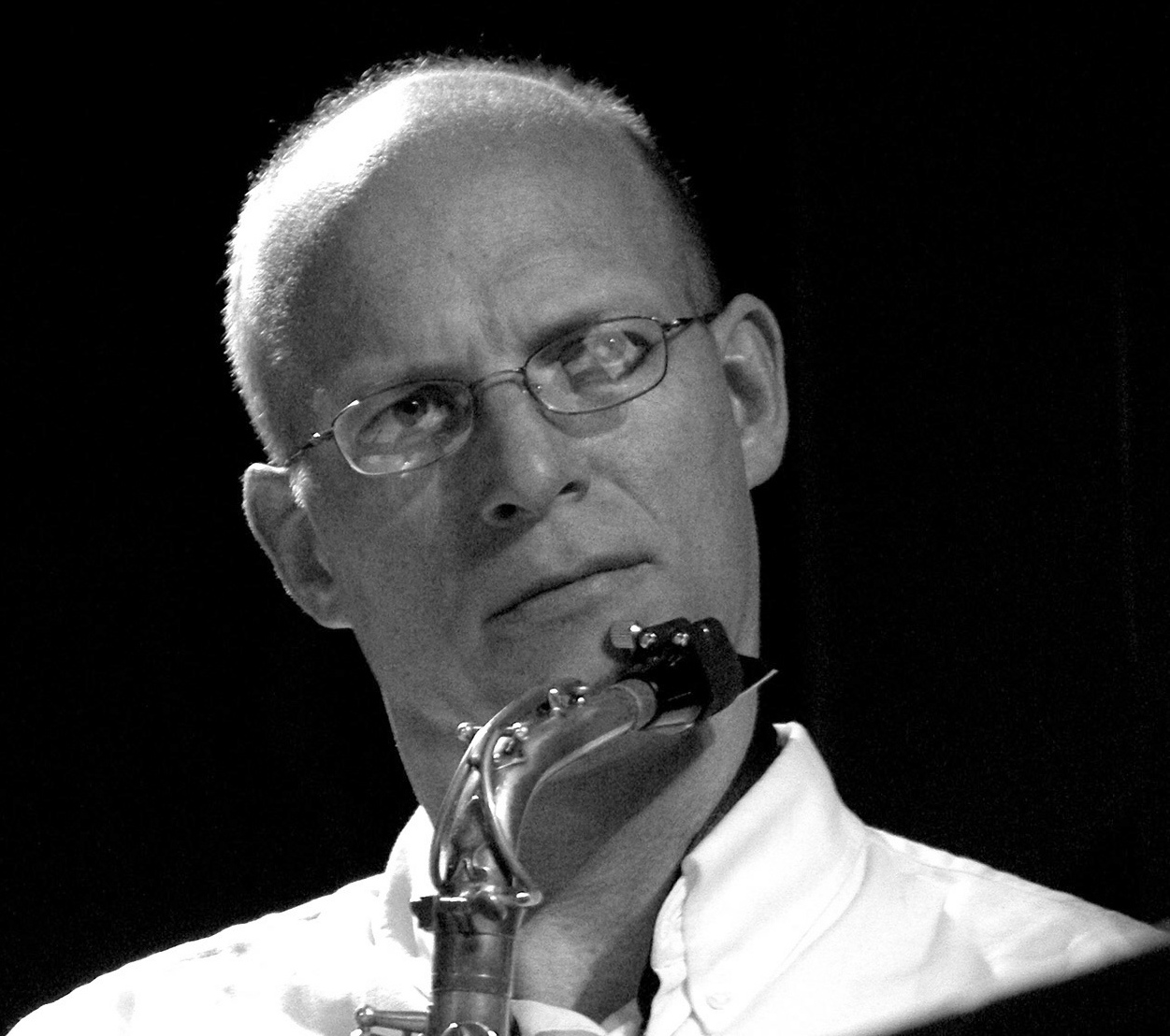
Michael Moore (2004 in Boston, MA, USA)

## Leben und Wirken
Als Sohn eines semiprofessionellen Musikers wurde Moore in Kalifornien großgezogen. Nach dem Studienbeginn auf der Humboldt State University besuchte er das New England Conservatory of Music, wo er bei Jaki Byard und Gunther Schuller seinen Abschluss machte (1977). Dort lernte er auch Marty Ehrlich kennen. Anschließend spielte er viel mit Theater- und Tanzgruppen. 1982 zog er nach Amsterdam, wo er Mitglied von Misha Mengelbergs ICP Orchestra wurde und bis heute ist. Daneben war er Mitglied von Georg Gräwes Grubenklang Orchester. 
1992 hat Moore sein erstes Album vorgelegt; insbesondere mit dem Album Chicoutimi (1994) wurde er als Komponist anerkannt. Das schlagzeuglose Trio dieser CD (Fred Hersch, Piano, und Mark Helias, Bass) war durch die Duos von Lee Konitz und Gil Evans inspiriert, erinnert aber auch an die Trios von Jimmy Giuffre in den frühen 1960ern. Mit Jewels and Binoculars (einem Trio mit Bassist Lindsey Horner und Drummer Michael Vatcher) widmet er sich frühen Songs von Bob Dylan. Jenseits des ICP Orchestra ist Moore vermutlich am besten bekannt als Teil des Trios Clusone 3, das er mit dem Cellisten Ernst Reijseger und Drummer Han Bennink bildete. Das Trio wurde zunächst nur für einen einzigen Auftritt auf dem Festival in Clusone gegründet, blieb aber dann langjährig für zahlreiche Auftritte und sechs CDs, darunter eine mit frei interpretierten Irving-Berlin-Kompositionen zusammen. Seit 1984 betrieb er die Band Available Jelly. Ferner spielte er mit Gerry Hemingway (Demon Chaser 1993), Barre Phillips (Slips, 2019), Myra Melford, Simon Nabatov, Franky Douglas, Yo-Yo Ma, Maarten Altena, Achim Kaufmann, Sean Bergin und Marilyn Crispell. 2018 nahm er als Solist ein Album mit NDR Bigband auf.
1991 gründete er das Label Ramboy Records, um seine Musik besser dokumentieren zu können; dort liegen bisher 36 Veröffentlichungen vor (Stand: November 2020).

## Auszeichnungen

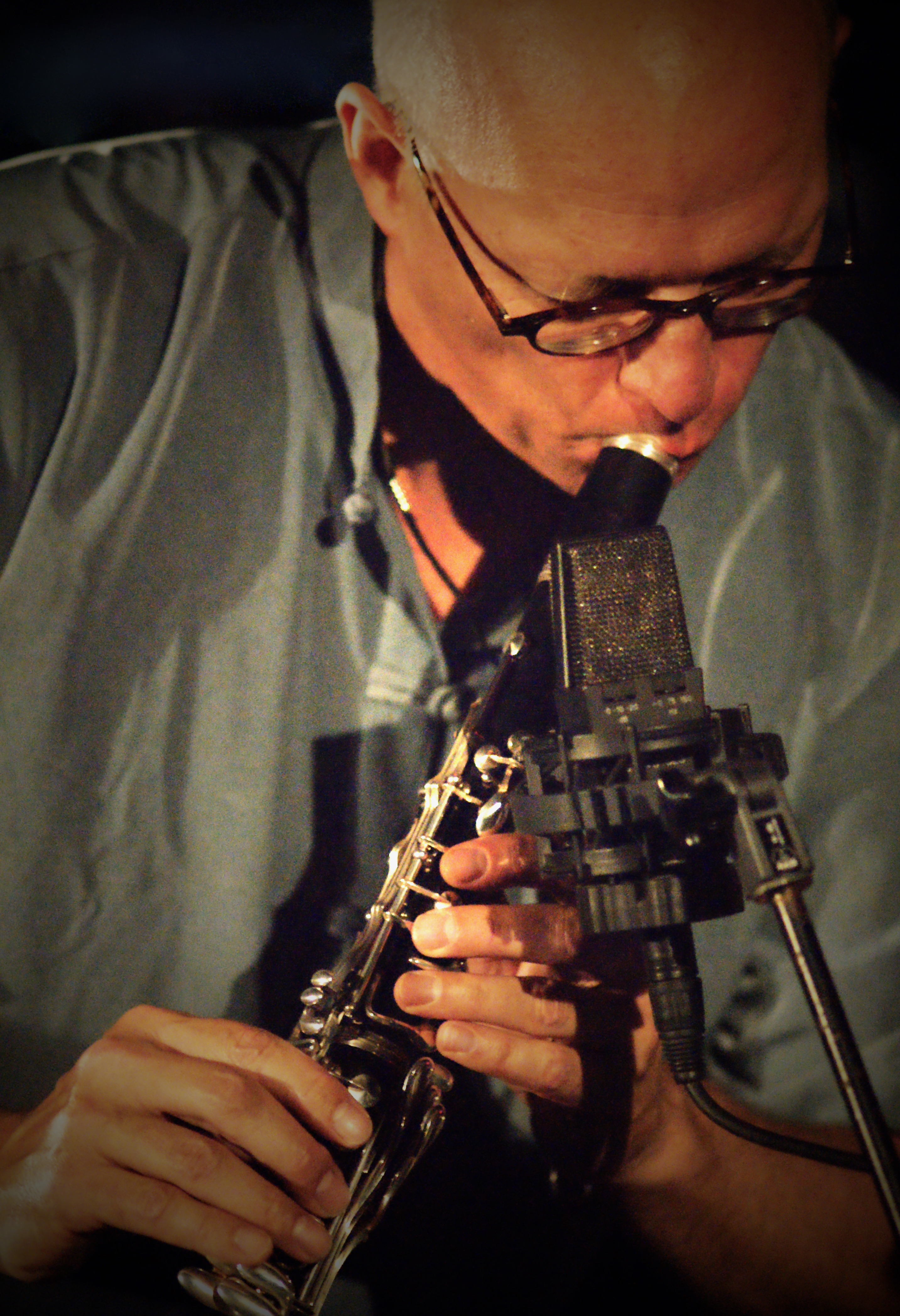
Michael Moore (2011)

1986 erhielt Moore den angesehenen Boy-Edgar-Preis. 2000 erhielt er den Bird Award, Zwischen 2000 und 2002 wurde er jährlich vom Down Beat als bester Klarinettist ausgezeichnet.

## Auswahldiskographie
- Michael Moore Quintet: Home Game (Ramboy Records, 1988)
- Michael Moore Quartet: Négligé (Ramboy Records, 1992)
- Michael Moore Trio: Bering (Ramboy Records, 1993) mit Mark Helias und Fred Hersch,
- MGM Trio (Ramboy Records) mit Marilyn Crispell und Gerry Hemingway
- Michael Moore with Tristan Honsinger and Cor Fuhler: Monitor (between the lines, 1999)
- Air Street (Between the Lines, 2001)
- White Widow  (Ramboy 2001) mit Aley Maguire, Mark Helias, Han Bennink
- Jewels and Binoculars (Ramboy, 2000) mit Lindsey Horner, Michael Vatcher
- Floater (Ramboy, 2003) mit Lindsey Horner, Michael Vatcher
- Osiris (Ramboy, 2005) mit Eric Vloeimans
- Available Jelly: Bilbao Song (Ramboy, 2005)
- Ships with Tatooed Sails (Ramboy 2007) mit Lindsey Horner, Michael Vatcher sowie Bill Frisell (Music of Bob Dylan)
- Furthermore (2013) mit Achim Kaufmann
- Felix Quartet (2016)
- Michael Moore, John Pope, Johnny Hunter: Something Happened (2024)